# NGC 1719
NGC 1719 (również PGC 16501 lub UGC 3226) – galaktyka spiralna (Sa), znajdująca się w gwiazdozbiorze Oriona. Odkrył ją John Herschel 23 listopada 1827 roku.